# ペディバステト1世
ペディバステト1世(Pedubastis IまたはPedubast I、在位：前829年 - 前804年頃)は、古代エジプト第23王朝のファラオ。即位名は「ラーの正義は強く、アメンに選ばれし者」を意味するヘジュケペルラー・セテプエンアメン。

## 概要
エウセビオスによって引用されたマネトの記録によれば、第23王朝を構成する4人の王の内、最初の一人の名はペディバテスといい、25年間統治したとされる。
エジプト学者の多くは長年、この記述に従ってペディバステトを第22王朝の支配から離脱した最初の王とする見解を共有してきた。
しかし、80年代以降の研究によって、第22王朝本流の王で都のタニスから全土を統治したと考えられていたタケロト2世が実際にはテーベに本拠を置いていたとする説が支持を集めるようになった。そのため現在では、ペディバステト1世は王朝の創始者ではなく、既に先行して上エジプトに形成されつつあった政権を奪取したに過ぎないとする説も有力視されている。

## 生涯
第22王朝の傍系の王族であったと思われるが、明確な出自は分かっていない。一説ではオソルコン2世の治世中にテーベでファラオを称したハルシエセの息子であるとも言われている。
後述するカルナックの碑文から、シェションク3世の治世8年目頃、紀元前835年あるいは829年から824年の間に即位した事が分かっている。これはタケロト2世の治世11年目にも相当し、同王の息子で大司祭の地位にあったオソルコン(後のオソルコン3世)の碑文によれば、この年には大規模な反乱が発生している。したがって、この反乱の首謀者としてタケロト2世に反旗を翻して王に名乗りを挙げたか、或いは反乱者に擁立される形で王となったか、いずれの可能性も考えられる。
二つの派閥の争いは当初タケロト2世側が優勢で、テーベの反乱は程なく鎮圧された。反乱に加担した者たちの一部は死刑に処された上、来世での復活が叶わぬように火葬された。しかしその後も火種は燻り続け、タケロト2世の治世15年目(ペディバステト1世の治世4年目)には再度紛争が起こり、以後どちらが優勢ともつかぬまま10年以上対立が続いた
。
二つの勢力はそれぞれの支持者を要職に据え正統性を主張した。タケロト側は王子であるオソルコンが大司祭の地位にあった一方、シェションク3世の治世6年目(タケロト2世の治世9年目)に大司祭に就任していたハルシエセ(ハルシエセB)はペディバステトを支持した。2005年のコロンビア大学による最近の発掘調査では、彼のカルトゥーシュがダクラの大寺院で見つかり、ペドバスト1世の権威がテーベだけでなくエジプトの西方の砂漠地帯でも承認されていた事が分かった。
その後任タケロトEが大司祭の地位にあった。
タニスのショシェンク3世が上エジプトの2王の抗争にどの程度関与したかは定かではない。しかしショシェンク3世の息子の軍司令官パシェドバステトBはカルナックに建立した記念碑で「父の名の下に第10塔門に扉を設けた」と述べているため、これを第22王朝がベディバステト派を支持していた事の示唆であると見る向きもある。
ペディバステト1世の治世14年目頃、タケロト2世が崩御すると状勢はペディバステト側が有利となり、大司祭オソルコンは西方のオアシス地帯に逃れた。単独の支配者になった後、ペディバステト1世の統治は10年程続き、治世25年目頃に没した後はシェションク6世が王位を引き継いだ。しかし、その後は再びオソルコン王子が勢力を盛り返し、シェションク6世を打倒して政権を奪取した。

## 史料

### ナイルの水位記録(Nile Level Texts)
第22王朝時代の初期から第23王朝時代に作成されたカルナックの碑文。氾濫したナイル川の水位を記録したもので、当時の王の日付が記されているため、王位の継承順や在位期間などを復元する上での貴重な史料となっている。
第24号の碑文にはペディバステトの治世5年目の日付と共に別の王の治世12年目の日付が併記されている。このもう一人の王の名前は欠損していて不明瞭なものの、他の碑文との位置関係からシェションク3世である事が確実視されている。したがって、これを逆算する事でペディバステトがシェションク3世の治世8年目頃に即位した事が分かる。
第29号の碑文には治世23年目(シェションク3世の治世31年目)の日付がある。

### ペディバステト1世の銅像
ペドバスト1世を象った像の胴体部分。リスボンのカルーストグルベンキアン美術館所蔵。エジプト第三中期における美術様式の傑作の1つと謳われる 。1921年にCalouste Gulbenkianが古美術商Joseph Duveenを通じてFrederik Muller＆Cieから購入した。
古代エジプト製の大型ブロンズ像の現存数は非常に少なく、第三中間期のものとしては唯一の例であるため、非常に高い希少価値を帯びている。ベルトの留め具と前垂れのの復元されたカルトゥーシュにはそれぞれ「ウセルマアトラー(アメンに選ばれし者)、ペディバステト(バステトの息子) 、メリアメン(アメンに愛されし者)」および「二つの土地、上下エジプトの支配者、アメンに選ばれし者にしてラーの息子、王冠の支配者なるペディバステト」とある。
具体的な出土地の情報は失われているものの、1880年にロシアの鑑定家兼収集家であるグリゴリー・ストロガノフ伯爵（1829-1910）のコレクションに最初に記録された。